# Давай держаться за руки
Давай держаться за руки е седми сингъл на руската поп-група Серебро. Издаден е на 4 ноември 2010 г.

## Обща информация
За разлика от предишните песни на руски език, английската версия не е издадена до излизането на втория албум. В него присъства като „Angel Kiss“. Видеоклипа за песента е режисиран от Юрий Курохтин. Той излиза по телевизионен канал „Европа Плюс“ на 1 март 2011 г. Ремикс от DJ MIV е включен в House Megamix 2.

## Песни
Дигитално сваляне

(Издаден на 4 ноември 2010 г.)
1. „Давай держаться за руки (Lets Hold Hands)“ – 4:17

Други версии/ремикси
1. „Давай держаться за руки (ремикс на DJ MIV)“ – 4:40
2. „Давай держаться за руки (разширена)“ – 6:15
3. „Давай держаться за руки (версия II)“ – 5:02
4. „Давай держаться за руки (дъбстеп версия)“ – 3:48

## Позиции в класациите
| Класация       | Най-добра позиция |
| -------------- | ----------------- |
| Русия (TopHit) | 3                 |
| Украйна        | 18                |
| Латвия         | 7                 |